# Инмар
Инма́р — верховное божество в удмуртской мифологии (или его эпитет), бог-творец. 
После христианизации — название Бога-Отца. Инмар — демиург, создатель всего хорошего, он противостоит Керемету (Луду, Шайтану). Родственен финскому Ильмаринену, марийскому Йыну (инверсия) и коми Ену. Инмару молятся о хорошей погоде и урожае. Наряду с Инмаром верховными божествами в традиционных верованиях удмуртов являются также Кылдысин, Куазь, Инву.

## Мифы
Во время сотворения мира Керемет (Луд, Шайтан, Вукузё), по велению Инмара, нырнул в Мировой Океан и достал со дна землю, принеся её во рту. Часть земли Керемет утаил, но когда земля по велению Инмара начала разрастаться, он был вынужден её выплюнуть — так на ровной земле появились горы.
Сначала Инмар создал великанов (алангасаров), и лишь потом появились люди, а великаны исчезли. По мере распространения христианства образ Инмара сливается с образом Бога-Отца, соответственно и мифология испытывает сильнейшее христианское влияние.

## Этимология имени
В XIX веке наиболее распространена была этимология ин+мар «небо-что». И. Н. Смирнов предлагал считать Инмар испорченным Инмурт «небесный человек». По версии М. Г. Атаманова, слово Инмар возникло в результате слияния удм. ин(м) «небо» и ар «человек» (из булгарского). В настоящее время наиболее приемлемой является гипотеза Б. А. Серебренникова, поддержанная В. С. Чураковым: в слове Инмар сохранился древний суффикс -*r, а само слово происходит от финно-пермского имени небесного божества (*ilmar, ср. Ильмаринен).